# Tvärtom-metoden
Tvärtom-metoden är en metod att stimulera tänkandet i nya banor till kreativa idéer. 
Den kan användas enskilt genom att helt enkelt formulera motsatsen till problemet eller lösningen. Ett exempel är den läsande farmorn som störs av det lilla barnet; där lösningen är att sätta farmor i lekhagen.
Metoden kan även användas som en mötesteknik där man formulerar problemet som motsatsen till det man vill åstadkomma, exempelvis hur kan våra möten bli maximalt ineffektiva. Genom att hitta på förslag till detta kan man inse saker man tagit för givet, och få nya perspektiv på problematiken.